# Meliola bicornis
Meliola bicornis är en svampart som beskrevs av Georg Winter 1886. Meliola bicornis ingår i släktet Meliola och familjen Meliolaceae.   Inga underarter finns listade i Catalogue of Life.